# Alpine Skiweltmeisterschaften 1938
Die 8. Alpinen Skiweltmeisterschaften fanden am 5. und 6. März 1938 in Engelberg in der Schweiz statt.

## Männer

### Abfahrt
| Platz | Sportler           | Land            | Zeit       |
| ----- | ------------------ | --------------- | ---------- |
| 1     | James Couttet      | Frankreich      | 3:17,8 min |
| 2     | Émile Allais       | Frankreich      | 3:19,8 min |
| 3     | Hellmut Lantschner | Deutsches Reich | 3:24,2 min |
| 4     | Rudolf Rominger    | Schweiz         | 3:26,2 min |
| 5     | Thaddäus Schwabl   | Österreich      | 3:28,6 min |
| 5     | Roman Wörndle      | Deutsches Reich | 3:28,6 min |
| 7     | Joseph Pertsch     | Deutsches Reich | 3:34,6 min |
| 8     | Anton Bader        | Deutsches Reich | 3:36,2 min |
| 9     | Rudolph Matt       | Österreich      | 3:36,6 min |
| 10    | Maurice Lafforgue  | Frankreich      | 3:36,8 min |

Datum: Samstag, 5. März 1938; Start: 12:30 Uhr MEZ
Strecke: Länge: 4000 m, Höhenunterschied: 835 m
Teilnehmer: 47 gestartet; 37 gewertet; Teilnehmer von 12 Skiverbänden aus 11 Ländern.

### Slalom
| Platz | Sportler           | Land               | Zeit       |
| ----- | ------------------ | ------------------ | ---------- |
| 1     | Rudolf Rominger    | Schweiz            | 3:03,4 min |
| 2     | Émile Allais       | Frankreich         | 3:07,3 min |
| 3     | Hellmut Lantschner | Deutsches Reich    | 3:07,7 min |
| 4     | Rudolph Matt       | Österreich         | 3:13,3 min |
| 5     | Thaddäus Schwabl   | Österreich         | 3:14,8 min |
| 6     | Joseph Pertsch     | Deutsches Reich    | 3:15,1 min |
| 7     | Louis Agnel        | Frankreich         | 3:19,2 min |
| 8     | Hans Nogler        | Königreich Italien | 3:19,8 min |
| 9     | Heinz von Allmen   | Schweiz            | 3:20,4 min |
| 10    | Arnold Glatthard   | Schweiz            | 3:23,8 min |

Datum: Sonntag, 6. März 1938;
Strecke: Hegmatt; Länge: 750 m, Höhenunterschied: 200 m
Teilnehmer: 38 gestartet; 37 gewertet; Teilnehmer von 12 Skiverbänden aus 11 Ländern.

### Alpine Kombination
| Platz | Sportler           | Land               | Punkte |
| ----- | ------------------ | ------------------ | ------ |
| 1     | Émile Allais       | Frankreich         | 330,91 |
| 2     | Rudolf Rominger    | Schweiz            | 334,58 |
| 3     | Hellmut Lantschner | Deutsches Reich    | 335,59 |
| 4     | Thaddäus Schwabl   | Österreich         | 344,86 |
| 5     | Josef Pertsch      | Deutsches Reich    | 351,17 |
| 6     | Roman Wörndle      | Deutsches Reich    | 351,75 |
| 7     | Rudolph Matt       | Österreich         | 351,91 |
| 8     | Arnold Glatthard   | Schweiz            | 361,46 |
| 9     | Heinz von Allmen   | Schweiz            | 361,88 |
| 10    | Hans Nogler        | Königreich Italien | 362,86 |

Datum: Samstag, 5. und Sonntag, 6. März 1938;
Teilnehmer: 47 gestartet; 33 gewertet; Teilnehmer von 12 Skiverbänden aus 11 Ländern.

## Frauen

### Abfahrt
| Platz | Sportler           | Land               | Zeit       |
| ----- | ------------------ | ------------------ | ---------- |
| 1     | Lisa Resch         | Deutsches Reich    | 3:32,2 min |
| 2     | Christl Cranz      | Deutsches Reich    | 3:34,6 min |
| 3     | Käthe Grasegger    | Deutsches Reich    | 3:40,6 min |
| 4     | Nini von Arx-Zogg  | Schweiz            | 3:52,2 min |
| 5     | Erna Steuri        | Schweiz            | 3:54,6 min |
| 6     | Marian McKean      | Vereinigte Staaten | 3:55,0 min |
| 7     | Stella Dybwad      | Norwegen           | 3:56,4 min |
| 8     | Laila Schou Nilsen | Norwegen           | 3:57,8 min |
| 9     | Dinah Künzli       | Schweiz            | 4:00,2 min |
| 10    | Elisabeth Hoferer  | Deutsches Reich    | 4:00,8 min |

Datum: Samstag, 5. März 1938; Start: 11:30 Uhr MEZ
Strecke: Les Houches; Länge: 3500 m, Höhenunterschied: 690 m
Teilnehmer: 25 gestartet; 24 gewertet; Teilnehmer von 9 Skiverbänden aus 8 Ländern.

### Slalom
| Platz | Sportler            | Land               | Zeit       |
| ----- | ------------------- | ------------------ | ---------- |
| 1     | Christl Cranz       | Deutsches Reich    | 2:51,9 min |
| 2     | Nini von Arx-Zogg   | Schweiz            | 2:57,4 min |
| 3     | Erna Steuri         | Schweiz            | 2:59,1 min |
| 4     | Lisa Resch          | Deutsches Reich    | 3:02,7 min |
| 5     | Käthe Grasegger     | Deutsches Reich    | 3:02,8 min |
| 6     | Laila Schou Nilsen  | Norwegen           | 3:06,0 min |
| 7     | Elisabeth Hoferer   | Deutsches Reich    | 3:07,0 min |
| 8     | Stella Dybwad       | Norwegen           | 3:08,3 min |
| 9     | Růžena Beinhauerová | Tschechoslowakei   | 3:09,5 min |
| 10    | Marian McKean       | Vereinigte Staaten | 3:12,2 min |

Datum: Sonntag, 6. März 1938;
Strecke: Hegmatt;
Kurssetzer: Ernst Gertsch, Schweiz
Teilnehmer: 24 gestartet; 24 gewertet; Teilnehmer von 9 Skiverbänden aus 8 Ländern.

### Alpine Kombination
| Platz | Sportler           | Land               | Punkte |
| ----- | ------------------ | ------------------ | ------ |
| 1     | Christl Cranz      | Deutsches Reich    | 352,12 |
| 2     | Lisa Resch         | Deutsches Reich    | 358,36 |
| 3     | Käthe Grasegger    | Deutsches Reich    | 366,84 |
| 4     | Nini von Arx-Zogg  | Schweiz            | 374,12 |
| 5     | Erna Steuri        | Schweiz            | 377,88 |
| 6     | Laila Schou Nilsen | Norwegen           | 386,60 |
| 7     | Stella Dybwad      | Norwegen           | 387,04 |
| 8     | Marian McKean      | Vereinigte Staaten | 388,76 |
| 9     | Elisabeth Hoferer  | Deutsches Reich    | 390,40 |
| 10    | Helga Gödl         | Österreich         | 404,28 |

Datum: Samstag, 5. und Sonntag, 6. März 1938;
Teilnehmer: 24 gestartet; 23 gewertet; Teilnehmer von 9 Skiverbänden aus 8 Ländern.

## Medaillenspiegel
| Platz | Land            | Gold | Silber | Bronze | Gesamt |
| ----- | --------------- | ---- | ------ | ------ | ------ |
| 1     | Deutsches Reich | 3    | 2      | 5      | 10     |
| 2     | Frankreich      | 2    | 2      | –      | 4      |
| 3     | Schweiz         | 1    | 2      | 1      | 4      |